# Piero Malvezzi
Piero Malvezzi (Torino, 27 novembre 1916 – Parella, 29 settembre 1987) è stato uno scrittore, partigiano, attivista politico italiano.

## Biografia

### La formazione
Figlio di Elena Giacosa e Giovanni Malvezzi, Piero inizia la sua carriera scolastica nel 1922 presso le scuole elementari dell'Istituto Zaccaria a Milano, procede con gli studi superiori al Liceo Classico A. Manzoni e quelli universitari laureandosi prima in Giurisprudenza (1940) all'Università degli Studi di Milano, riportando il punteggio di 105 su 110, e successivamente a Pavia in Scienze Politiche, nel 1943, laureandosi a pieni voti.

### L'antifascismo e il carcere
Proprio nel periodo universitario in cui presta servizio militare, nel maggio del 1937 è infatti richiamato alle armi, ma nel 1941 subirà un'amputazione della gamba destra che lo porterà a scrivere un libro autobiografico intitolato La mia gamba di legno, per narrare del trauma della guerra, delle difficoltà e delle angosce vissute. Quest'esperienza personale e queste vicende belliche segneranno in lui un punto di cambiamento e lo porteranno a schierarsi dalla parte della Resistenza al fascismo e all'occupazione tedesca. Tornato a Torino, entra in contatto con vari esponenti della Resistenza e vi collabora attivamente, occupandosi del servizio informazioni, curando l'assistenza ai carcerati politici ed organizzando la fornitura di armi prelevate dai depositi delle Brigate Nere di Casale Monferrato. Sarà proprio quest'ultima attività a costagli l'arresto da parte dei tedeschi e la reclusione nel carcere Le Nuove, in cui resterà per un mese tra luglio ed agosto 1944, quando verrà liberato grazie ad uno scambio di prigionieri. Questa esperienza lo segna particolarmente, tanto che il 25 aprile dell’anno successivo fonda, insieme a Vladimiro Orengo, una casa editrice (ORMA, dalle iniziali dei due titolari) e pubblica alcuni testi che mettono in evidenzia l'importanza per sé della guerra di liberazione e la divulgazione delle esperienze vissute dagli oppositori del nazifascismo. Il suo primo libro sarà un volume di testimonianze sulla Resistenza in Piemonte intitolato “25 aprile”. Sempre per parlare di Resistenza, Malvezzi pubblica alcuni articoli su "Sempre Avanti" negli ultimi mesi del 1945, firmandosi come Andrea D'Anzi e riportando informazioni da lui avute dal padre Giovanni a riguardo della situazione nel ghetto di Varsavia . L'anno successivo sposa Anna Grazia Luppi, giovane volontaria crocerossina conosciuta durante la degenza a causa dell'amputazione della gamba; insieme si stabiliscono a Milano con i figli Marco (1947) e Laura (1951 - 1969).

### L'impegno nel dopoguerra
Nel dopoguerra gli interessi di Piero si allargano e lo vedono partecipare a numerosi dibattiti ed attività culturali a Milano, città in cui si è stabilito: è in questo periodo che si dedica alla raccolta degli ultimi scritti dei condannati a morte della Resistenza. La ricerca inizia nel gennaio 1950 e già nel giugno dell'anno successivo verrà riconosciuta con la vincita del "Premio Venezia per la Resistenza"; il libro avrà un enorme successo e nel giro di poche settimane dalla pubblicazione ne uscirà una seconda edizione, non di certo l'ultima. Al lavoro di raccolta e redazione ha partecipato anche la sua compagna, Anna, e quella del collaboratore Giovanni Pirelli, Marinella Marinelli. Il successo di quest'opera spingerà poi i due amici e collaboratori alla redazione di una seconda, analoga: “Lettere di condannati a morte nella Resistenza Europea" sarà poi edita, sempre da Einaudi, nel 1954, con una prefazione di Thomas Mann. 
Malvezzi partecipa successivamente al Movimento di Unità popolare, candidandosi per la lista Rinnovamento Democratico al Consiglio Comunale; membro del Consiglio Direttivo del Movimento milanese della Pace, viene eletto anche nel Collegio dei delegati della Società Umanitaria. Tra il 1960 e il 1968 lavora come funzionario dell'EURATOM a Bruxelles, ed in seguito svolge attività di consulenza per l’Enel presso la Comunità Europea. Negli stessi anni, inizia la ricerca sulla stampa ebraica clandestina durante la seconda guerra mondiale, che porta alla pubblicazione del libro "Le voci del ghetto" (1971, Laterza, Bari ). Coltiva inoltre interessi librari variegati, in particolare edizioni rare del Cinquecento e libri di viaggiatori. 

### La passione per la montagna
Da sempre appassionato di montagna, Malvezzi colleziona libri di escursionisti inglesi nelle Alpi, pubblica diverse ricerche, in particolare sulla Valle d'Aosta e su Cogne, e cura la riedizione di scritti di montagna del nonno Piero Giacosa, nonché l'edizione di un testo inedito del medesimo sul castello di Issogne.
Collabora a diversi programmi culturali della Rai e della Radio televisione della Svizzera italiana e, dal 1970, svolge attività didattica nel Carcere di San Vittore di Milano tenendo corsi di cultura generale, esperienza che ricorda nel libro "Scuola in carcere : un'analisi conoscitiva a S. Vittore" (Feltrinelli, 1974). Nel 1972 viene nominato giudice onorario del Tribunale per i minori di Milano, ruolo nel quale è attivo fino al 1986, alternando il suo impegno tra il carcere, la Società Umanitaria e la Lega italiana dei diritti dell'uomo (Lidu).

## Riconoscimenti
Per il suo impegno civile il Comune di Milano gli conferisce, nel dicembre 1987, l'Ambrogino d'oro . Il fondo, depositato all'Insmli da Marco Malvezzi nel giugno 2005, permette di ricostruire il percorso biografico, gli interessi culturali e l'impegno civile di Piero Malvezzi. La documentazione raccoglie infatti fonti della prima infanzia, certificati di studi, relazioni militari e riconoscimenti guadagnati sul fronte albanese, carte relative al ruolo svolto da Malvezzi in Piemonte durante la Resistenza, e le prime esperienze di lavoro, tra cui anche l'attività nella casa editrice ORMA. La maggior parte della documentazione interessa però l'attività svolta da Piero negli anni Settanta e Ottanta, che lo videro particolarmente impegnato in campo sociale e culturale. Molto ricca e completa è la documentazione relativa agli anni trascorsi nel carcere di San Vittore (1972 - 1984): sono conservate le carte relative all'attività didattica svolta da Malvezzi, i quaderni con i temi degli studenti, documenti e atti di convegni sul sistema carcerario, le carte relative alla stesura del volume Scuola in carcere, e alcuni documenti che si riferiscono al ruolo da lui svolto nell'ambito del Tribunale per i minorenni di Milano (1972 - 1986). È presente anche la documentazione inerente allo scritto autobiografico: "La mia gamba di legno", pubblicato postumo nel 1988, che rievoca il periodo trascorso all'Istituto ortopedico Rizzoli di Bologna. Un'ampia parte del fondo è costituita poi da scritti e da documentazione utilizzata da Piero Malvezzi per la realizzazione di libri, saggi e trasmissioni radiofoniche sul tema della montagna, dell'escursionismo alpino, dei viaggiatori stranieri e non in Italia tra Settecento e Ottocento.
Infine significativa e particolarmente interessante è la raccolta di materiale relativo alle ricerche storiche compiute da Malvezzi su temi diversi ma con particolare interesse per personaggi del Settecento e, specificamente, per librettisti e improvvisatori. Le ricerche da lui compiute hanno permesso la raccolta di materiale, in copia e in fotografia, proveniente da archivi e biblioteche diverse e hanno portato alla stesura di testi destinati alla pubblicazione o a trasmissioni radiofoniche realizzate per la Radio televisione della Svizzera italiana e per la Rai; anche in questa sezione sono presenti proposte editoriali rimaste inedite.
Al suo nome è intitolata l'Associazione Alpini di Parella.

## Opere
- 25 Aprile. La Resistenza in Piemonte, Orma, Milano, 1945;
- Lettere di condannati a morte della Resistenza italiana (8 settembre 1943 - 25 aprile 1945), Torino, Einaudi, 1952; Quinta edizione riveduta e ampliata, Einaudi, 1954;
- Lettere di condannati a morte della Resistenza europea, A cura di P. Malvezzi e Giovanni Pirelli, Prefazione di Thomas Mann, Collana Saggi n.178, Torino, Einaudi, 1954;
- Le Val de Cogne, Aosta, 1967;
- Le Voci del Ghetto. Varsavia 1941/1942. Antologia della stampa clandestina ebraica, Bari, Laterza, 1970;
- Viaggiatori inglesi in Valle di Aosta (1800-1860), Collana Saggi di Cultura Contemporanea n.100, Milano, Edizioni di Comunità, 1972;
- Scuola in carcere. Un'analisi conoscitiva a S. Vittore, Collana I nuovi testi, Milano, Feltrinelli, 1974;
- La mia gamba di legno, Verona, Stamperia Valdonega, 1988  [pubblicato postumo]